# Aeropuerto Internacional de Tapachula
El Aeropuerto Internacional de Tapachula  (Código IATA: TAP - Código OACI: MMTP - Código DGAC: TAP), es un aeropuerto localizado en Tapachula, Chiapas, México, cerca de la Frontera entre Guatemala y México , y es el aeropuerto más  meridional de México. Se ocupa del tráfico aéreo nacional e internacional de la ciudad de Tapachula y Puerto Chiapas.

## Información

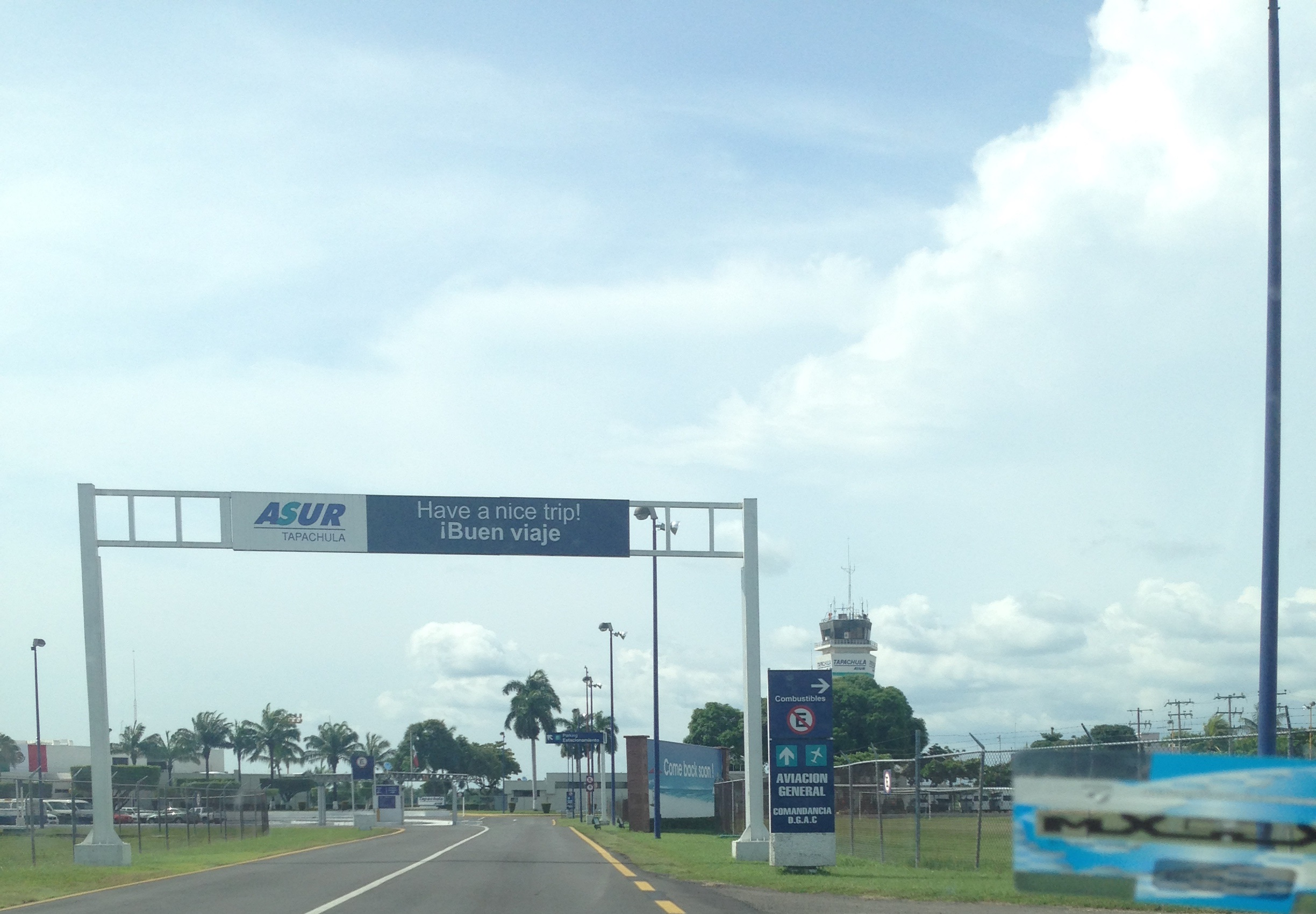
Entrada al aeropuerto.

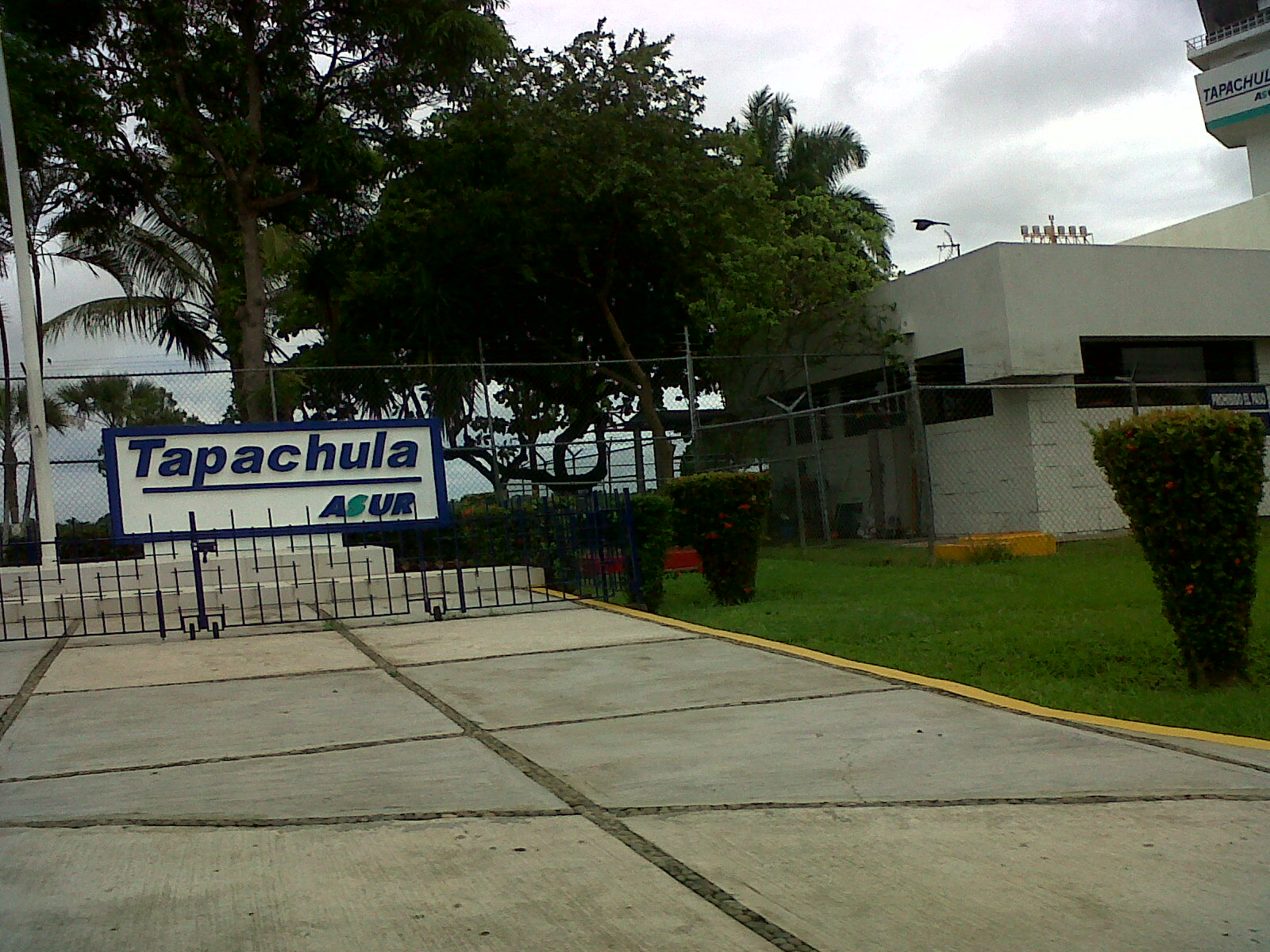
Letrero del aeropuerto.

Para 2022, Tapachula recibió a 503,254 pasajeros, mientras que para 2023 recibió a 553,744 pasajeros con un incremento de 10.03%, según datos publicados por Grupo Aeroportuario del Sureste. 
La ciudad de Tapachula se encuentra en el estado de Chiapas en la frontera con Guatemala, tiene como principal actividad económica la agricultura y el cultivo de café.

## Especificaciones
El aeropuerto internacional se encuentra situado a una altitud de 30 m. s. n. m., tiene una superficie de terminal de 3,783 m², una clasificación OACI 4D y una pista de aterrizaje de 2,000 metros de longitud y 45 metros de ancho, hecha de asfalto, y calles de rodaje de 23 metros de ancho, con capacidad de recibir aviones Boeing 757 y de realizar 18 operaciones por hora. La plataforma cuenta con 3 posiciones de desembarque tipo C y 1 posición tipo D, todas fijas. 
El edificio cuenta con dos niveles, en la parte inferior se localiza la sala de documentación, la cual cuenta con un total de 16 mostradores para la atención de los usuarios de las diferentes aerolíneas que prestan sus servicios en este aeropuerto.

### Base aeronaval
En este aeropuerto se encuentra la Base Aeronaval de Tapachula, cuyas instalaciones se encuentran cerca del umbral 23 de la pista de aterrizaje y cuenta con una plataforma de aviación de 10,000 metros cuadrados, 1 posición para estacionamiento de helicópteros y 3 hangares. En esta lugar operan el 4° Escuadrón Aéreo de Patrulla Naval con aeronaves Mil Mi-17 y el 4° Escuadrón Aéreo de Movilidad, Observación y Transporte Naval con aeronaves Maule MX-7 y Lancair ES.

## Aerolíneas y destinos

### Pasajeros
| Destinos por aerolínea                                | Destinos por aerolínea                 | Destinos por aerolínea | Destinos por aerolínea |
| Aerolínea                                             | Destinos                               |                        |                        |
| ----------------------------------------------------- | -------------------------------------- | ---------------------- | ---------------------- |
| Aeroméxico                                            | Ciudad de México                       |                        |                        |
| Aeroméxico Connect                                    | Ciudad de México                       |                        |                        |
| Viva                                                  | Monterrey                              |                        |                        |
| Volaris                                               | Ciudad de México, Guadalajara, Tijuana |                        |                        |
| Total: 4 destinos nacionales, 4 aerolíneas nacionales |                                        |                        |                        |

### Destinos nacionales
Se brinda servicio a 4 ciudades dentro del país a cargo de 4 aerolíneas. El destino de Aeroméxico también es operado por Aeroméxico Connect.
| Ciudad de México (MEX) | • | • |   | 2 |
| Guadalajara (GDL)      | • |   |   | 1 |
| Monterrey (MTY)        |   |   | • | 1 |
| Tijuana (TIJ)          | • |   |   | 1 |
| Total                  | 3 | 1 | 1 | 4 |

## Estadísticas

### Tráfico anual
Según datos publicados por la Agencia Federal de Aviación Civil, en 2024 el aeropuerto recibió 620,026 pasajeros, un incremento del 11.97% con el año anterior.
| Año  | Pasajeros Totales | cambio en % |
| 2000 | 234,308           | Sin cambios |
| 2001 | 190,375           | 18.75%      |
| 2002 | 176,793           | 7.13%       |
| 2003 | 184,750           | 4.5%        |
| 2004 | 193,573           | 4.77%       |
| 2005 | 192,326           | 0.64%       |
| 2006 | 188,053           | 2.22%       |
| 2007 | 210,921           | 12.16%      |
| 2008 | 240,116           | 13.84%      |
| 2009 | 190,378           | 20.71%      |
| 2010 | 185,159           | 2.74%       |
| 2011 | 161,892           | 12.56%      |
| 2012 | 157,926           | 2.44%       |
| 2013 | 156,288           | 1.03%       |
| 2014 | 175,194           | 12.09%      |
| 2015 | 265,670           | 51.64%      |
| 2016 | 308,788           | 16.22%      |
| 2017 | 292,592           | 5.2%        |
| 2018 | 330,619           | 13.0%       |
| 2019 | 385,483           | 16.59%      |
| 2020 | 280,475           | 27.2%       |
| 2021 | 424,249           | 51.26%      |
| 2022 | 503,254           | 18.62%      |
| 2023 | 553,744           | 10.03%      |
| 2024 | 620,026           | 11.97%      |
| ---- | ----------------- | ----------- |

### Rutas más transitadas
| Número | Ciudad                   | Pasajeros | Ranking     | Aerolínea                               |
| ------ | ------------------------ | --------- | ----------- | --------------------------------------- |
| 1      | Ciudad de México         | 192,892   | Sin cambios | Aeroméxico, Aeroméxico Connect, Volaris |
| 2      | Monterrey, Nuevo León    | 50,815    | (2)         | Viva, Volaris                           |
| 3      | Tijuana, Baja California | 45,738    | (1)         | Volaris                                 |
| 3      | Guadalajara, Jalisco     | 37,385    | (1)         | Volaris                                 |

## Accidentes e incidentes
- El 17 de noviembre de 2002 una aeronave Pilatus PC-7 de la Fuerza Aérea Mexicana con matrícula 2559 se estrelló cerca de Siltepec matando a sus 2 ocupantes. La aeronave realizaba un vuelo local de reconocimiento.[8]

- El 20 de septiembre de 2008 se despistó al aterrizar en el aeropuerto de Tapachula la aeronave Lancair Super ES con matrícula AMP-164 perteneciente a la Armada de México, dicha aeronave regresaba de un vuelo de reconocimiento. El accidente dejó un muerto y dos heridos (sólo los tripulantes).[9][10]

- El 28 de junio de 2013 una aeronave Cessna 206 Stationair con matrícula XB-MSN se estrelló cerca del poblado de Nuevo Porvenir en Guatemala matando a los 6 ocupantes. La aeronave había partido del Aeropuerto de Tapachula con destino al Aeropuerto de Puebla. Dicha aeronave no tenía permiso para sobrevolar territorio guatemalteco.[11][12]

- El 18 de enero de 2014, un avión de carga DC-9 con matrícula XA-UQM de la empresa Aeronaves TSM se despistó al llegar al Aeropuerto Internacional Plan de Guadalupe al intentar la maniobra de aterrizaje en medio de un banco de niebla. El vuelo provenía del Aeropuerto Tapachula, con carga que después se distribuiría por tierra.[13] El saldo de este accidente fue de tres personas lesionadas, y daños principalmente en el tren aterrizaje del avión y la nariz del mismo.[14][15]

- El 6 de junio de 2025, una aeronave Let L-410UVP-E9 con matrícula TG-TJG operada por Inversiones 777 S.A. que realizaba un vuelo local en el Aeropuerto de Tapachula para la liberación de ejemplares estériles de gusano barrenador se estrelló cerca de la localidad de Pavencul, matando a sus 3 ocupantes.[16][17]

## Aerolíneas que volaban anteriormente al AIT
| Aerolíneas                                                                         |
| ---------------------------------------------------------------------------------- |
| Aeromar, Aviacsa, Avolar, Interjet, KA'AN Air, Mexicana, MexicanaClick, TAESA, TAG |

## Aeropuertos cercanos
Los aeropuertos más cercanos son:
- Aeropuerto de Retalhuleu (78km)
- Aeropuerto Internacional La Aurora (199km)
- Aeropuerto Internacional de Tuxtla (208km)
- Aeropuerto Internacional de Palenque (307km)
- Aeropuerto de Ixtepec (353km)